# Zona Operacional do Sopé dos Alpes
```
   |-
       |
Erro:
:  
valor não especificado para "
nome_comum
"

   |-
       | 
Erro:
:  
valor não especificado para "
continente
"
```

A Zona Operacional do Sopé dos Alpes (em alemão:  Operationszone Alpenvorland (OZAV); em italiano:  Zona d'operazione delle Prealpi) foi uma zona de ocupação da Alemanha Nazista na área subalpina da Itália durante a Segunda Guerra Mundial. 

## Origem
A OZAV foi criada em 10 de setembro de 1943 pela Wehrmacht, como resposta ao armistício aliado com a Itália proclamado dois dias antes, após a Invasão Aliada da Itália. Compreendeu as províncias de Belluno, Bolzano e Trento. A Zona Operacional do Litoral Adriático, compreendendo as províncias de Údine, Gorizia, Trieste, Pula, Rijeka, Golfo de Kvarner e Liubliana, foi estabelecida no mesmo dia. Ambas as zonas operacionais eram separadas da República Social Italiana (RSI), baseada em Salò, no Lago de Garda, que governava o restante da Itália que ainda não havia sido ocupada pelos Aliados. 

## Administração
A OZAV foi administrado pelo Alto Comissário Franz Hofer. A zona foi administrada como parte do Reichsgau do Tirol-Vorarlberg. A capital da zona era Bolzano. Hofer queria amalgamar a zona de operação ao seu Gau e, assim, promover a reunificação do Tirol e a ressurreição territorial da antiga coroa austríaca do Tirol.  Isto não aconteceu, pois Hitler queria mostrar consideração por Mussolini, embora o governo Salo tivesse influência quase nula na região durante o domínio alemão. 
A influência italiana foi resistida e desmantelada pelos alemães, que decretaram a restauração das fronteiras provinciais de 1919 (mais a adição de Belluno), e forçaram a renúncia do Podestà de etnia italiana no Tirol do Sul, que foram substituídos por prefeitos de língua alemã recrutados da população local que se identifica com o Terceiro Reich.  Em setembro de 1943, a língua alemã recebeu status igual ao da língua italiana.  Nomes alemães e ladinos de ruas e localidades foram exibidos ao lado de nomes italianos.  Os jornais fascistas e de língua italiana foram encerrados e a importação de jornais do RSI foi proibida.  O partido fascista foi proibido.  Foram introduzidas leis que limitam a imigração de italianos que escapam do serviço militar do RSI.  No entanto, a lira italiana continuou a ser a moeda com curso legal. 
O efeito destas políticas foi uma reversão rápida e draconiana da rigorosa política de italianização que tinha sido imposta à região pelo governo italiano a partir do início da década de 1920.
As unidades militares da região ficaram sob o comando da Zona de Operações Befehlshaber Alpenvorland, comandada pelo General der Infanterie Joachim Witthöft, ex-comandante de divisão do XXVII Corpo de Exército do Exército Alemão.

## Colaboracionismo
A aplicação primária dos regulamentos alemães foi realizada pela Südtiroler Ordnungsdienst  (SOD, a polícia civil do "Tirol do Sul"), que foi recrutada na ADO (Arbeitsgemeinschaft der Optanten für Deutschland ou Associação de Optantes para a Alemanha); foi espelhado em Trento (Trentino) pelo Corpo di Sicurezza Trentino (CST) e na província de Belluno pelo Corpo di Sicurezza Bellunese (CSB), ambos compostos por pessoas recrutadas entre todos os residentes do sexo masculino entre dezoito e cinquenta anos de idade. A SOD também esteve ativamente envolvida na perseguição aos judeus e aos conhecidos “ Dableiber ” (aqueles que escolheram a Itália quando foram obrigados a declarar sua lealdade), como Josef Mayr-Nusser, Michael Gamper, Friedl Volgger, Rudolf Posch. e Josef Ferrari. Muitos dos Dableiber eram padres católicos atuais ou ex-padres e foram perseguidos pelos alemães.

## Deportação de judeus
Em 12 de setembro de 1943, quase imediatamente após o início da ocupação alemã, o líder das SS e da polícia do sopé dos Alpes, Karl Brunner, emitiu uma ordem para que todos os judeus da região fossem presos.  Muitos dos membros das comunidades judaicas da região foram deportados e assassinados nos campos de extermínio.  
A região também abrigou o Campo de Trânsito de Bolzano, que funcionou desde o verão de 1944 até o final da guerra e foi usado para o trânsito de judeus italianos para Auschwitz e outros campos.  

## Atrocidades
A região foi palco de algumas das últimas atrocidades alemãs durante a Segunda Guerra Mundial. Perto do final da guerra, o Tirol do Sul viu a presença de mais de 70.000 soldados alemães e membros da polícia, prontos para uma possível última defesa. Após a rendição alemã na Itália, eclodiram celebrações da população de língua italiana; que viu 11 pessoas mortas em Merano em 30 de abril e 41 pessoas mortas em Bolzano em 3 de maio de 1945, quando unidades da Wehrmacht e SS dispararam contra civis. Este e os encontros contínuos entre as tropas alemãs e os guerrilheiros italianos foram referidos como a Batalha de Bolzano (em italiano:  Battaglia di Bolzano).  A culpa por estas mortes foi atribuída às SS e ao líder da polícia Karl Brunner,  mas também às circunstâncias caóticas tanto do lado italiano como do lado alemão após a rendição. 